# إدوارد روبرتس (سياسي أمريكي)
إدوارد روبرتس (بالإنجليزية: Edward Roberts)‏ هو سياسي أمريكي، ولد في 1690، وتوفي في 1752.